# Хронология войны в Донбассе (март — май 2014)
Данная статья является частью хронологии войны на Донбассе и описывает события, произошедшие весной 2014 года.

## Предыстория конфликта на Донбассе
В феврале 2010 года Виктор Янукович побеждает на президентские выборах свою главную конкурентку Юлию Тимошенко. Янукович имел репутацию лидера «донецкого клана» и после прихода к власти выдвигал на ключевые посты в государстве лично преданных выходцев из Донбасса.
В 2010 году вскоре после победы на президентских выборах украинский президент Виктор Янукович, несмотря на свою пророссийскую репутацию, объявил что «интеграция в Европу — ключевой приоритет для Украины». При этом Янукович обещал наладить и отношения между Украиной и Россией.
Однако в ноябре 2013 года Виктор Янукович под давлением России отказался подписывать Соглашение об ассоциации между Украиной и Европейским союзом, что вызвало протесты на Евромайдане. После многомесячных протестов 22 февраля 2014 года после ожесточённого противостояния в Киеве тогдашний президент Украины Виктор Янукович бежал в Россию, а руководство государством перешло сторонникам Евромайдана. Запад признал новую украинскую власть во главе с Александром Турчиновым, однако Россия назвала её нелегитимной.

### Аннексия Крыма
С 23 февраля крымские пророссийские активисты организаций Русский блок и Русское единство начали устраивать митинги на территории полуострова и создали «самооборону Крыма», а Севастополь быстро оказался под контролем «народного мэра» Алексея Чалого. 27 февраля вооружённые отряды без опознавательных знаков, которыми были военнослужащие РФ, захватили в Симферополе здания парламента и правительства Автономной Республики Крым и взяли под контроль местные органы власти, а вскоре «зелёные человечки» захватили все остальные стратегические объекты в Крыму не встретив силового сопротивления со стороны Украины. 16 марта новые власти Крыма проводят референдум о статусе Крыма, а 18 марта Россия включает в свой состав Крым и Севастополь. Успешность российских действий обеспечили заблаговременное планирование Россией операции по захвату Крыма и её быстрое проведение в тот момент, когда новые власти Украины пытались восстановить порядок в Киеве. С конца февраля российские спецслужбы начинают предпринимать попытки дестабилизации Украины с помощью информационных кампаний в социальных сетях.

### Пророссийские протесты на Юго-Востоке Украины (2014)
Российские власти планировали повторить «крымский сценарий» и в юго-восточной Украине. Целью Кремля было создание «конгломерата непризнанных квазигосударственных образований», которые должны были обеспечить сухопутный коридор России к Крыму и Приднестровью. Так, с февраля 2014 года начались попытки создания «Новоросии», которая должна была включить в свой состав территории восьми украинских областей: Харьковской, Днепропетровской, Донецкой, Луганской, Запорожской, Херсонской, Николаевской, Одесской. 17 апреля 2014 года российский президент Владимир Путин публично заявил: «Напомню, что это — Новороссия. И этот Харьков, Луганск, Донецк, Херсон, Николаев, Одесса — не входили в состав Украины в царские времена. Это всё территории, которые были переданы в Украину советским правительством. Зачем они это сделали, Бог его знает». При этом Москва официально настаивала на федерализации Украины, с таким же требованием выступали пророссийские активисты в ходе митингов на юго-востоке Украины. По мнению Москвы, Украина должна была передать своим регионам широкую автономию в вопросах экономики, финансов, внешней торговли, языковой политики, религии, образования. МИД Украины заявил, что единственная цель предложения о федерализации — «расколоть и уничтожить украинскую государственность»; украинские дипломаты также отмечали «парадокс президента Путина, который является сторонником центрального правления в России, но выступает за противоположную модель на Украине». 8 апреля 2014 года Госдепартамент США заявил, что протесты в южных и восточных областях Украины были подготовлены и финансово поддержаны Россией.
Первоначально события на юго-востоке Украины в ходе «русской весны» разворачивались по схожему с Крымом пути с вооружённым захватом административных зданий и объявлением референдумов. Массовые протесты русскоязычного населения должны были стать поводом для вмешательства российских войск. Но «крымский сценарий» в других регионах Украины не прошёл, так как там не было столь мощных пророссийских настроений, которые существовали в Крыму, и отсутствовал фактор российского Черноморского флота. С февраля по май 2014 года в Одессе и в Харькове при содействии России продолжалось гражданское противостояние, но в других областях юго-восточной Украины — Днепропетровской, Запорожской, Херсонской, Николаевской — пророссийские выступления и вовсе не имели сколь-нибудь значительной общественной поддержки. Однако в Донбассе началась затяжная война.

## Хронология войны в Донбассе

### Январь — февраль
Большинство жителей Донбасса не поддерживало протесты Евромайдана, а Донецк имел репутацию оплота правящей Партии регионов. В январе 2014 года после серии захватов сторонниками Евромайдана областных госадминистраций местные власти в Донбассе, как и в ряде других регионов юго-восточной Украины, формируют «дружины» для охраны административных зданий, в состав которых вошли активисты пророссийских движений, «титушки», казаки. Вместе с тем, за присоединение Украины к России в феврале 2014-го выступали 33 % Донецкой и 24 % населения Луганской областей.

### Март
К началу 2014 года местная власть в Донбассе полностью контролировалась представителями Партии регионов, которая с 2010 года была правящей на Украине. К 2014 году в Луганском областном совете из 124 депутатов 106 были членами Партии регионов, в Донецком – 168 из 180, а остальные места имели их союзники из КПУ. В областных советах в Донбассе не было ни одного представителя оппозиционных Януковичу партий. Членами Партии регионов были и мэры областных центров и крупных городов, а также представители центральных органов власти, назначаемых из Киева.
После победы Евромайдана представители Партии регионов в Донбассе подталкивали местное население к выступлениям против новых киевских властей. Представители «старой» донецкой элиты хотели использовать протесты в Донбассе для усиления своих позиций на переговорах с новой властью в Киеве, тогда как пророссийские активисты, тесно связанные с Москвой, хотели сами стать властью в Донбассе. В результате параллельно с украинскими органами власти пророссийские силы создают сепаратистские структуры «народных губернаторов» и «народных мэров». Активисты «русской весны», ранее никому не известные на Украине и бывшие маргиналами в Донбассе, получив мощную российскую медиаподдержку, начали эксплуатировать копившееся годами недовольство населения всемогуществом Партии регионов и местными олигархами.
Донецкая область
13 марта в ходе очередных столкновений в Донецке погиб один из проукраинских активистов, а несколько десятков человек получают травмы.
В мире

### Провозглашение независимости ДНР. Начало «антитеррористической операции»
6 апреля 2014 года после очередных акций протеста в Харькове, Донецке и Луганске их участники захватили здания Харьковской и Донецкой облгосадминистраций и управления СБУ по Луганской области. В Донецке после захвата здания ОГА протестующие потребовали немедленного созыва внеочередной сессии Донецкого областного совета и принятия ею решения о проведении референдума о вхождении в состав России.
Уже на следующий день, 7 апреля, участники антиправительственной акции, захватившие здание Донецкой ОГА, так и не дождавшись созыва сессии облсовета, приняли Декларацию о суверенитете Донецкой народной республики (Акт о провозглашении государственной самостоятельности Донецкой народной республики). В принятом документе провозглашалось: «Народ Донецкой народной республики имеет исключительное право собственности на землю, её недра, воздушное пространство, водные и другие природные ресурсы. Республика самостоятельно определяет свой экономический статус, формирует свой госбюджет. Декларация действует с момента принятия и является основой для принятия Конституции Донецкой народной республики».
Протестующие сформировали свой собственный представительный орган — Донецкий республиканский народный совет, который принял решение о проведении референдума о самоопределении ДНР в срок не позднее 11 мая 2014 года, при этом было заявлено, что эта дата согласована с Луганской и Харьковской областями.
В тот же день участники антиправительственной акции в Харькове, удерживающие здание Харьковской ОГА, выразили недоверие депутатам облсовета и выбрали «альтернативных депутатов» харьковской территориальной общины, которые решили создать «Харьковскую народную республику», которая «будет строить отношения с другими государствами в соответствии с международным правом».
После провозглашения пророссийским активистами Донецкой и «Харьковской народных республик» и объявления о намерении провести референдум по крымскому образцу, и. о. президента Украины Александр Турчинов объявил, что из-за пассивного поведения местных правоохранительных структур Донецкой, Харьковской и Луганской областей они будут доукомплектованы за счёт подразделений из других регионов, а против тех, кто взял в руки оружие, будут применены антитеррористические меры: «Враги Украины пытаются разыграть крымский сценарий, но мы этого не допустим». 
В горячие точки были срочно направлены руководители правоохранительных органов: в Харьков — глава МВД Арсен Аваков, в Донецк — вице-премьер Виталий Ярема, в Луганск — секретарь Совета национальной безопасности и обороны Андрей Парубий и глава СБУ Валентин Наливайченко (в Луганске помимо здания обладминистрации демонстранты захватили местное управление СБУ). В Донецк на переговоры с местным руководством и митингующими прилетела Юлия Тимошенко.
В ночь на 8 апреля власти Украины провели «антитеррористическую операцию» в Харькове, восстановив контроль над ситуацией. Силовые подразделения заняли здание областной администрации, задержав там несколько десятков сепаратистов.
Тем временем МИД России на своей официальной странице в Facebook призвал украинские власти немедленно прекратить военные приготовления, чреватые развязыванием гражданской войны: «Согласно имеющейся информации, в юго-восточные районы Украины, в том числе в Донецк, стягиваются подразделения внутренних войск и национальной гвардии Украины с участием боевиков незаконного вооружённого формирования „Правый сектор“, — говорится в сообщении. — Особую тревогу вызывает то обстоятельство, что к этой операции подключены около 150 американских специалистов из частной военной организации Greystone, переодетых в форму бойцов подразделения „Сокол“». О присутствии «иностранных наёмников» на Украине сообщили участники антиправительственных акций, участвовавшие в захвате административных зданий в Донецке. Американские частные охранные компании, однако, отказались подтвердить своё присутствие на Украине.
8 апреля Верховная рада приняла закон об ужесточении уголовной ответственности за сепаратизм — в частности, действия, направленные на насильственное изменение конституционного строя и захват государственной власти, будут караться лишением свободы на срок до 15 лет с конфискацией имущества. Умышленные действия, совершённые с целью изменения границ территории или государственной границы Украины, будут караться лишением свободы на срок от 9 до 12 лет с конфискацией имущества. Наказание за государственную измену предусматривает лишение свободы на срок от 14 до 15 лет или пожизненное заключение с конфискацией имущества. Документ также предусматривает усиление уголовной ответственности за диверсию и шпионаж. Эти нарушения будут караться лишением свободы на срок от 14 до 15 лет. Депутаты также дополнили Уголовный кодекс Украины статьёй, которая предусматривает ответственность за препятствование деятельности ВСУ и других военных формирований.
В Донецке «Народный совет» приступил к формированию временного «народного правительства». Среди прочего, было заявлено о непризнании новой украинской власти, об увольнении всех назначенных ею руководителей силовых ведомств региона и губернатора Сергея Таруты.
Вице-премьер Украины Виталий Ярема, прибывший в Донецк для «координации деятельности силовых структур», принял решение отложить силовую акцию, предложив пророссийским активистам создать переговорную группу для диалога с правоохранительными органами. Возглавил её миллиардер Ринат Ахметов, который встретился с протестующими и призвал их пойти на переговоры с властями в Киеве.
9 апреля, как сообщил ИТАР-ТАСС, митингующие в помещении Донецкой обладминистрации приняли обращение в поддержку жителей Крыма: «Мы признаём независимость Крыма и надеемся, что Крым признает независимость Донецкой республики». В обращении также содержался призыв к крымчанам поддержать действия митингующих, в том числе связанные с формированием сил самозащиты. Присутствующие на площади одобрительно отреагировали на принятое решение, скандируя «Крым — Донбасс — Россия».
Глава МВД Украины Арсен Аваков заявил, что в течение 48 часов МВД может разрешить ситуацию с акциями на востоке Украины либо путём переговоров, либо силой.
Вечером и. о. президента Александр Турчинов подписал указ, которым поручил Управлению государственной охраны Украины обеспечить порядок на территории администрации Донецкой области. Тем временем первый вице-премьер Украины Виталий Ярема выражал надежду, что освободить здание обладминистрации удастся мирным путём и без применения силы. Главный вход в здание, взятый под охрану несколькими сотнями активистов, окружён тремя рядами баррикад. В ожидании возможного штурма демонстранты укрепили оборону, разобрав брусчатку расположенного неподалёку сквера.
10 апреля Турчинов заявил, что власти не будут преследовать митингующих, которые взяли под контроль административные здания на востоке страны, при условии, что они сложат оружие. Турчинов также сообщил, что власти страны готовы немедленно рассмотреть вопрос о реформе местного самоуправления в части расширения прав местных советов, в том числе о формировании исполнительной власти советами.
В тот же день в Донецке председатель «временного правительства» «ДНР» Денис Пушилин объявил о начале формирования собственной «народной армии» «для защиты народа и территориальной целостности республики». Первым её командующим стал Игорь Хакимзянов; было предложено вступать в «народную армию» бывшим и действующим офицерам и активистам «сил самообороны», созданных митингующими. Как заявил командующий «народной армии» Игорь Хакимзянов, «Оружия у нас нет, только палки, но мы будем драться до последнего. Пусть стреляют. Сдаваться им нельзя, потому что мы видим, как они поступают в Харькове», — имелась в виду операция правоохранительных органов против участников антиправительственных акций, захвативших здание Харьковской областной администрации.
11 апреля премьер-министр Арсений Яценюк провёл в Донецке и Днепропетровске совещания по ситуации на юго-востоке страны с участием назначенных глав пяти областных администраций, мэров городов, руководителей силовых структур и представителей промышленности восточных областей.
Яценюк призвал участников антиправительственных акций освободить захваченные здания. Он, однако, отказался встречаться с ними и в своём телеинтервью назвал их сепаратистами, которые говорят «с жёстким российским акцентом и при поддержке российских спецслужб захватывают здания». «Мне понятны требования политические. Но те, кто берёт оружие в руки и говорит, что он представляет интересы той или иной территории, они не представляют интересы, они преступники», — заявил Яценюк в интервью Первому национальному каналу и местному телеканалу «Донбасс».
В ночь с 11 на 12 апреля МВД Украины заявило о намерении «жёстко реагировать на проявления умышленной дестабилизации обстановки, нарушения общественного порядка и массовые беспорядки на всей территории Украины и особенно в областях, где проводятся спецоперации по урегулированию ситуации и преодолению проявлений сепаратизма: Донецкой, Луганской, Харьковской». В министерстве призвали все стороны не призывать к насильственным и агрессивным действиям, не выводить на улицы боевиков и не провоцировать столкновения. В противном случае МВД пообещало задерживать всех нарушителей закона, «вне зависимости от декларируемых лозунгов и партийной принадлежности».
До утра 12 апреля территория «Донецкой народной республики» фактически ограничивалась одним зданием в центре Донецка — областной госадминистрацией. Всю неделю захватившие его сепаратисты ждали штурма со стороны сил, лояльных правительству, и строили баррикады, постепенно превратив здание в крепость. По словам журналистов, единое командование у них отсутствовало — каждый этаж контролировала отдельная группа граждан, представители определённой партии или города, отправившего в Донецк своих делегатов. В ночь на 12 апреля, как сообщил ИТАР-ТАСС, «группа неизвестных молодых людей в масках и с битами» проникла в здание прокуратуры Донецкой области, расположенное в центре города. Около 40 человек ворвались в здание и начали баррикадировать входы мебелью, однако после переговоров с сотрудниками правоохранительных органов согласились покинуть помещение.
12-13 апреля сразу в нескольких районных центрах Донецкой области — Славянске, Краматорске, Красном Лимане и Горловке — резко активизировались сепаратисты. Они действовали по одному сценарию, беря под контроль органы управления и отделения милиции и возводя вокруг них баррикады из шин, мешков с песком и колючей проволоки. Над захваченными зданиями водружались чёрно-сине-красные флаги самопровозглашённой «Донецкой республики» и флаги России. Нападавшие не встретили почти никакого отпора со стороны правоохранительных органов: часть сотрудников милиции перешла на их сторону, остальные разошлись по домам. Правоохранительные органы в ряде городов Донбасса оказались деморализованы, парализованы и перестали выполнять свои функции, оказывая активистам ДНР либо скрытую, либо явную поддержку. Ситуация начала выходить из-под контроля украинских властей.
Утром 12 апреля боевики под командованием Игоря Стрелкова прибыли в город Славянск, где с их появлением обозначился один из фронтов противостояния с центральными властями. Сам захват города был бескровным, однако уже на следующий день на выставленных вокруг Славянска блокпостах пролилась первая кровь: погибли офицер СБУ и сепаратист из Донбасса. Позднее СБУ обвинила в гибели своего офицера «российскую разведывательно-диверсионную группу под командованием офицера спецназа ГРУ РФ» Игоря Стрелкова.
Участникам антиправительственных акций также удалось установить контроль над городами Артёмовск и Краматорск, где над зданиями горсоветов были подняты флаги ДНР. Также поступали сообщения о захватах административных зданий в городах Красный Лиман и Дружковка в ходе пророссийских митингов.
Сепаратисты остановили на выезде из Донецка два автобуса с бойцами спецподразделения милиции (бывшего «Беркута»), отправленными в Славянск, чтобы разблокировать захваченные административные здания. После переговоров Донецкий отряд спецназа милиции отказался выезжать в Славянск, заявив о поддержке требований митингующих. Как сообщил ИТАР-ТАСС, несколько десятков человек блокировали ворота одной из частей внутренних войск в Донецке с целью не допустить выезда военнослужащих, которых могут направить в Славянск и Красный Лиман.
В связи со вторжением бойцов Гиркина в Донбасс по инициативе Петра Порошенко было созвано срочное заседание Совета нацбезопасности и обороны Украины. Там было принято решение провести в Донецкой области «антитеррористическую операцию» силами спецназа СБУ, а местом её начала был избран Славянск. Турчинов освободил от должности главу СБУ по Донецкой области Валерия Иванова. Глава ГУ МВД Украины в Донецкой области Константин Пожидаев заявил, что подал в отставку.
Тем временем лидер «Правого сектора» Дмитрий Ярош объявил в видеообращении о полной мобилизации всех структур своей организации в связи с событиями на юго-востоке Украины: «На юго-востоке Украины проходит повторение крымского сценария. Власти Украины совершенно не принимают никаких действий в решении этих вопросов. В данной ситуации приказываю все структурам „Правого сектора“ провести полную мобилизацию и встать на защиту суверенитета и целостности Украины. Прошу всех представителей силовых структур не препятствовать действиям „Правого сектора“, а помогать для осуществления законного порядка. Паникёрство и пацифизм лишь играет на руку нашим врагам. В связи с этим призываю всех жителей Украины организовывать отряды самообороны на местах и выступать от лица „Правого сектора“. Только так мы придушим антидержавный заговор и вернём территориальную целостность Украины».
12 апреля Киев посетил директор ЦРУ Джон Бреннан. По словам пресс-секретаря Белого дома Джея Карни, визит был связан с «расширением сотрудничества в сфере безопасности». Виктор Янукович позднее заявит, что решение о силовой операции в Донбассе было принято киевскими властями именно после консультаций с главой ЦРУ.
13 апреля под контроль «ДНР» перешли Енакиево, Макеевка и Мариуполь, где митингующие при бездействии местной милиции заняли здания городских администраций и подняли флаги «ДНР». В Мариуполе боевики объявили о роспуске депутатского корпуса и выбрали 75 народных депутатов, которые уже приступили к работе. Во время столкновений в Мариуполе пострадали девять человек, шестеро из них находятся в реанимации.
Глава МВД Украины Арсен Аваков сообщил о начале силовой операции в Славянске под руководством антитеррористического центра СБУ. Активисты формирований самообороны тем временем продолжили возводить баррикады.
Вечером 13 апреля и. о. президента Украины Александр Турчинов заявил в телеобращении к народу Украины, что в связи с событиями на востоке страны Совет национальной безопасности и обороны Украины принял решение начать широкомасштабную антитеррористическую операцию с привлечением вооружённых сил. Он гарантировал освобождение от ответственности тем протестующим, кто сложит оружие и покинет захваченные здания: «Для тех, кто не стрелял в наших силовиков, кто сложит оружие и покинет захваченные административные здания до утра понедельника, я в подписанном указе дал гарантии неприменения против них соответствующего наказания за совершённые действия».
В МВД Украины сообщили, что на боевое дежурство в район Изюм-Славянск заступает резервный батальон Национальной гвардии Украины, воссозданной новыми властями на основе внутренних войск с привлечением добровольцев: «В составе батальона — 350 бойцов из числа резервистов, прошедших подготовку в учебном центре „Новые Петровцы“, и членов Самообороны Майдана».
Глава МВД Украины Арсен Аваков сообщил на своей странице в Facebook о решении создать корпус спецподразделений МВД на основе гражданских формирований по всей территории страны: «МВД готово привлечь более 12 000 человек по всей стране в состав новых спецподразделений, а также предоставить вооружение, экипировку, руководство кадровыми офицерами. Первый приказ о создании спецподразделения „Восток“ в Луганской области мною уже подписан». В Харьковской области было объявлено о формировании батальонов патрульной службы милиции особого назначения «Харьков» и «Слобожанщина».
МИД Украины заявил о готовности представить доказательства причастности спецслужб России к событиям на востоке страны. «Соответствующие свидетельства и доказательства будут представлены международному сообществу на встрече 17 апреля в Женеве», — говорится в сообщении министерства, размещённом на официальной странице в Facebook. МИД России, со своей стороны, вынес вопрос о кризисе на Украине на рассмотрение СБ ООН и ОБСЕ.
Вечером 13 апреля экс-президент Виктор Янукович в Ростове-на-Дону дал пресс-конференцию, в ходе которой заявил, что «Украина находится на пороге гражданской войны, и призвал не выполнять приказы новой власти и срочно провести референдум»
.
14 апреля на сайте президента Украины был размещён текст указа № 405/2014 «О мерах по обеспечению консолидации граждан Украины и прекращения гражданского противостояния в Донецкой и Луганской областях» о начале антитеррористической операции на востоке Украины: «Ввести в действие решение Совета национальной безопасности и обороны Украины от 13 апреля 2014 г. „О неотложных мерах по преодолению террористической угрозы и сохранению территориальной целостности Украины“». Указ вступил в силу со дня опубликования. Турчинов лично возглавил штаб по проведению спецоперации, контроль за выполнением решения СНБО был возложен на секретаря СНБО Андрея Парубия, а непосредственная реализация — на первого заместителя главы СБУ Василия Крутова. Александр Турчинов в телефонном разговоре с генеральным секретарём ООН Пан Ги Муном заявил, что «Российская Федерация направляет на восток Украины специальные подразделения, которые захватывают с оружием административные помещения и своими действиями ставят под угрозу жизни сотен тысяч граждан». При этом «ситуация отличается от той, что была в Крыму, потому что большинство населения не желает поддерживать сепаратистов».
Противники центральной власти на юго-востоке Украины проигнорировали ультиматум о сдаче оружия, срок которого истёк в 10 часов утра. По истечении ультиматума глава Донецкой областной государственной администрации Сергей Тарута заявил о введении в регионе режима спецоперации и призвал население области не поддаваться на провокации и не нарушать общественный порядок.
Начало силовой акции с участием армии, однако, откладывалось. Более того, в Донецкой области инициатива полностью перешла в руки участников антиправительственных акций. В тот же день под контроль ДНР перешли Горловка, Харцызск, Ждановка и Кировское.
На фоне высокой организации протестующих СМИ указывали на несогласованность действий центральных властей, отсутствие у них в этот период чёткого плана, а также силового ресурса, необходимого для нейтрализации «народной армии». Как заявлял сам Турчинов, «милиция и представители других силовых структур, которые формировались в этих регионах ещё во времена, когда в стране господствовали Янукович и его окружение, демонстрируют неспособность защитить граждан, активно противостоять проявлениям терроризма, сепаратизма».
Вечером 14 апреля на киевском Майдане прошёл митинг, участники которого потребовали от властей принять срочные меры по наведению порядка на юго-востоке страны.
Утром 15 апреля Александр Турчинов на заседании Верховной рады объявил о начале силовой операции на севере Донецкой области. По словам Турчинова, главной целью операции «является защита людей». Андрей Парубий сообщил, что «первый батальон Национальной гвардии, сформированный из добровольцев Самообороны Майдана, отбыл на передовую».
Во второй половине дня на востоке Украины произошли первые вооружённые столкновения с начала объявленной «контртеррористической операции»: украинские спецназовцы (бойцы спецподразделения внутренних войск МВД Украины «Омега» и спецподразделения СБУ «Альфа») взяли под свой контроль аэродром города Краматорска. Украинские военные сначала обстреляли с вертолётов членов местного отряда самообороны, заблокировавших аэродром, после чего высадились и вступили в перестрелку на земле. В ходе столкновения пострадало несколько человек. После боя у аэродрома собрались несколько сотен местных жителей с флагами России и ДНР. Руководитель спецоперации первый замглавы СБУ Василий Крутов лично вступил с ними в переговоры и объяснил, что «военные прилетели защитить» их «от террористов». Собравшиеся с криками «Среди нас нет террористов!» набросились на него, после чего военным пришлось открыть предупредительный огонь в воздух. Снайперы заняли все ключевые точки вокруг аэродрома. Несколько сотен активистов остались у въезда на аэродром и начали сооружение баррикад. В тот же день пророссийские активисты попытались захватить аэродром возле Славянска, но, натолкнувшись на вооружённое сопротивление, были вынуждены отойти.
Заместитель командира «Народного ополчения Донбасса» Сергей Цыплаков сообщил РИА Новости по телефону, что в районе Изюма — города на границе Харьковской и Донецкой областей, в пятидесяти километрах от Славянска, — сосредоточены подразделения украинской армии и военная техника: «Из-за того, что украинские солдаты не хотят стрелять в своих братьев, в свой народ, они (киевские власти) собрали, как говорится, с бору по сосенке: там и СБУшный спецназ, и МВДшный спецназ из Киева и западных областей, там и Национальная гвардия и некоторые верные Киеву части».
Тем временем 15 апреля агентство РИА Новости со ссылкой на источники в министерстве обороны Украины сообщило, что «в связи с нехваткой исправной военной техники для вооружения подразделений Национальной гвардии Украины» в ходе спецоперации на востоке страны будет использована украинская военная техника, выводимая из Крыма. В Минобороны РФ было заявлено о приостановлении передачи Украине вооружения и военной техники из Крыма в связи с началом силовой операции на севере Донецкой области.
Как сообщили в Национальном совете Украины по телерадиовещанию, в Донецкой и Луганской областях было возобновлено вещание четырёх российских каналов, приостановленное 25 марта на территории Украины по решению киевского суда.
16 апреля и. о. главы фракции «Батькивщина» в Верховной раде Сергей Соболев сообщил о начавшейся
передислокации военных частей из центральных и южных областей на восток Украины в связи с угрозой военной агрессии: «Восточные области будут защищать представители Днепропетровской, Запорожской, Кировоградской и Херсонской областей, а в соответствующие части будут передислоцированы военные из Западной Украины». Он также сообщил о намерении провести максимальную мобилизацию среди прошедших военную подготовку в ВСУ и органах внутренних дел. На закрытом заседании Верховной рады было принято решение о рассмотрении законопроекта о возобновлении воинского призыва.
16 апреля утром на улицах Краматорска появилась бронированная техника под украинскими флагами. Народные активисты вместе с вооружёнными людьми без опознавательных знаков заблокировали и захватили шесть единиц бронетехники вместе с экипажами из состава передового отряда 25-й Днепропетровской десантно-штурмовой бригады, действовавших по плану антитеррористической операции. Боевые машины под российскими флагами были отправлены в Славянск.
В тот же день обострилась ситуация в Мариуполе, где в результате неудачной попытки штурма части внутренних войск № 3057, сепаратисты потеряли 3 человека убитыми, а ещё 63 человека были задержаны.
16 апреля флаг ДНР поднял город Новоазовск. 18 апреля — Северск, 19 апреля — Комсомольское и посёлок Старобешево, а 1 мая — Красноармейск и Родинское.
Фактически, однако, речь шла о контроле ДНР лишь над административными зданиями, тогда как воинские части в городах продолжали подчиняться украинским властям. Так, «двоевластие» в Горловке сохранялось до 13 мая. 
Не менее важной оказалась борьба за информационное пространство. 27 апреля Донецкая областная гостелекомпания была взята под контроль сепаратистов. Однако 3 мая за Донецкую телевышку пришлось воевать снова.

### Референдумы 11 мая
11 мая в Донецкой и Луганской областях прошли референдумы о самоопределении. По заявлениям организаторов, в референдумах приняло участие по 75 % зарегистрированных избирателей; количество проголосовавших «за» составило 89 % и 96 %, соответственно. Согласно заявлению и. о. президента Украины Александра Турчинова, в референдумах приняли участие, соответственно, около 24 % и 32 % избирателей.
По результатам референдумов власти обеих самопровозглашённых республик провозгласили 12 мая свой суверенитет и выразили желание войти в состав России, а также объединиться в Новороссию и вступить в Таможенный союз ЕврАзЭС. Пресс-службой президента России было заявлено, что «в Москве с уважением относятся к волеизъявлению населения Донецкой и Луганской областей и исходят из того, что практическая реализация итогов референдумов пройдёт цивилизованным путём, без каких-либо рецидивов насилия, через диалог между представителями Киева, Донецка и Луганска. В интересах налаживания такого диалога приветствуются любые посреднические усилия, в том числе по линии ОБСЕ». В этот же день МИД Украины назвал прошедшие референдумы в Донецкой и Луганской областях незаконными и нелегитимными.
Референдум дал старт становлению ДНР и ЛНР в качестве государственных образований. Уже 14 мая была принята Конституция ДНР, а 21 июня Верховный Совет ДНР утвердил флаг и герб республики.
16 мая на третьей сессии Верховного совета ДНР был избран руководитель правительства ДНР. Им стал российский политолог Александр Бородай. Также была обнародована принятая «народным парламентом» конституция ДНР. Основной закон ДНР, в частности, гарантирует соблюдение «принципа многообразия культур» в ДНР, а также их «равноправное развитие и взаимообогащение». Государственными языками ДНР названы русский и украинский. В конституции указано, что в дальнейшем республика может присоединиться к «другому федеративному государству». Территорией ДНР заявлена территория в границах «бывшей Донецкой области в составе республики Украина».
Тем временем Генеральная прокуратура Украины признала ДНР и ЛНР террористическими организациями.

### Женевские переговоры
8 апреля в результате интенсивных консультаций, проходивших по разным каналам между Москвой, Вашингтоном, Брюсселем и Киевом, МИД РФ заявил о готовности принять участие в четырёхсторонних переговорах на уровне глав министерств иностранных дел с представителями США, Евросоюза и Украины. Российская сторона настаивала на необходимости участия в этих переговорах и представителей восточных областей Украины.
17 апреля в Женеве с участием высших дипломатических представителей Украины, ЕС, США и РФ состоялись Четырёхсторонние переговоры по деэскалации конфликта на Украине, по итогам которых было принято совместное заявление, которое предусматривало:
- разоружение незаконных вооружённых формирований, освобождение захваченных административных зданий, улиц, площадей и других общественных мест;
- амнистию участникам протестов и тем, кто освободит здания и другие общественные места и добровольно сложит оружие, за исключением тех, кто будет признан виновным в совершении тяжких преступлений;
- создание Специальной мониторинговой миссии ОБСЕ для содействия немедленной реализации этих мер, направленных на деэскалацию ситуации, с участием наблюдателей от США, ЕС и России;
- осуществление всеобъемлющего, прозрачного и ответственного конституционного процесса с немедленным началом широкого национального диалога, который будет учитывать интересы всех регионов и политических сил Украины.

Но попытка достичь соглашения между противостоящими сторонами не имела успеха. 22 апреля Турчинов потребовал от силовых структур возобновить проведение «результативных антитеррористических мероприятий для защиты от террористов украинских граждан, проживающих на востоке Украины». Поводом для возобновления АТО послужили жестокие убийства депутата Горловского горсовета от партии «Батькивщина» В. Рыбака и студента — активиста Евромайдана, в совершении которых СБУ обвинила сепаратистов. Турчинов назвал произошедшее «демонстративным надругательством над Женевскими соглашениями» — преступлениями, которые «совершаются при полной поддержке и попустительстве Российской Федерации». 2 мая пресс-секретарь президента РФ Дмитрий Песков заявил в связи с началом операции ВСУ в Славянске о срыве Украиной Женевских соглашений.

### Противостояние в Луганской области. Провозглашение Луганской Народной Республики
5 апреля управление СБУ в Луганской области сообщило о задержании 15 активистов, которые «планировали захватить власть в области». Согласно сообщению СБУ, было изъято 300 автоматов, 1 противотанковый гранатомёт, 5 пистолетов, большое количество гранат, бутылки с зажигательной смесью, значительное количество гладкоствольного и холодного оружия.
6 апреля после очередного митинга на площади около тысячи участников двинулись к зданию СБУ в Луганске, требуя освободить арестованных активистов «армии Юго-Востока». Несмотря на выполнение требований протестующих, протестующие захватили здание, вскрыли оружейную комнату и организовали раздачу оружия, в том числе и конфискованного накануне.
7 апреля пророссийские активисты заблокировали баррикадами из строительного мусора, автомобильных покрышек и колючей проволоки улицу Советскую перед захваченным накануне зданием СБУ. Милиция города была приведена в боевую готовность, ГАИ перекрыла проезды в центр города. В захваченном здании СБУ разместился Объединённый штаб Юго-Восточного сопротивления. Активисты потребовали освобождения всех политических заключённых, амнистии всех «силовиков», задействованных в событиях на Майдане, а также проведения в Луганской области референдума по самоопределению региона.
В городе Красный Луч местные жители организовали свой пост рядом с постом ГАИ с целью не допустить на территорию области подразделения Национальной гвардии и бойцов «Правого сектора». В Рубежном местные жители пикетировали городской отдел милиции с целью помешать отправке местных милиционеров в Луганск и предотвратить возможное кровопролитие.
8—9 апреля в Луганске было организовано пикетирование военных городков местного полка внутренних войск, в котором участвовали общественные активисты, родители и близкие родственники военнослужащих, требовавшие не допустить привлечение личного состава к силовым операциям по отношению к мирным демонстрантам.
10 апреля в районе города Ровеньки местные жители перекрыли дорогу, чтобы не пропустить украинскую военную технику, направлявшуюся из Дебальцева в Луганск.
11 апреля Объединённый штаб Армии Юго-Востока потребовал от Луганского областного совета созвать экстренную (внеочередную) сессию, провозгласить государственный суверенитет Луганской Народной Республики и провести референдум о статусе ЛНР.
14 апреля пророссийские активисты провели митинг у здания Луганской ОГА, потребовав от губернатора признания нелегитимности новых украинских властей и освобождения арестованных пророссийских активистов.
15 апреля депутат Луганского облсовета Юрий Хохлов сообщил «Интерфаксу», что сепаратисты Украины в районе города Счастье (пригород Луганска) блокировали колонну из шести БТР и шести гаубиц, которые направлялись в сторону Луганска и ведут с военными переговоры, пытаясь «убедить их не воевать против своих же сограждан».

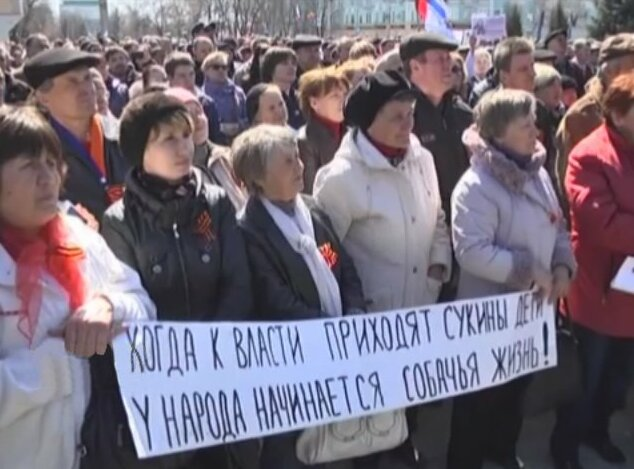
Протесты в Луганске. Надпись на плакате: «Когда к власти приходят сукины дети, у народа начинается собачья жизнь»

16 апреля было объявлено об «объединении» юго-восточных регионов в Федерацию Юго-Востока Украины, которую возглавил временный президент Анатолий Визир, ранее глава Апелляционного суда Луганской области. Также было объявлено об объединении Донецкой и Луганской народных армий (сил самообороны) в национальную Армию Юго-Востока и о переходе экономики Юго-Востока Украины на российский рубль. Самопровозглашённый президент сразу же обратился за помощью к РФ и ввёл на территории «Федерации Юго-Востока Украины» конституцию 1996 года и чрезвычайное положение, «чтобы защитить население от бандеровских неофашистов».
21 апреля на народном сходе «народным губернатором края» был избран Валерий Болотов.
26 апреля группа бойцов Армии Юго-Востока провела рейд в город Стаханов, где блокировала ГОВД и провела митинг с собравшимися жителями, призвав их поддержать восстание. В этот же день Штабом АЮВ был предъявлен очередной ультиматум местным властям.
27 апреля в Луганске на очередном митинге от имени Координационного народного совета была провозглашена Луганская Народная Республика.
29 апреля после истечения срока ультиматума, предъявленного властям, пророссийские активисты захватили здания Луганской облгосадминистрации и облпрокуратуры, а также УВД и телекомпанию ЛОТ. Сотрудники милиции перешли на сторону митингующих. Над зданием облгосадминистрации был поднят российский флаг. После переговоров с активистами начальник областного управления МВД написал рапорт об отставке.
30 апреля около 30 противников официальной власти вошли в здание городского совета Алчевска, ещё около 150—200 человек поддержки остались на улице. Со здания был снят флаг Украины, а через несколько часов на флагштоке вместо него был поднят российский флаг. Руководство горсовета осталось на рабочих местах и продолжило работу.
18 мая главой ЛНР был избран Валерий Болотов. 14 августа того же года он ушёл в отставку, сославшись на последствия ранения (13 мая 2014 года на него было совершено покушение). Место главы ЛНР занял Игорь Плотницкий.

### Противостояние в Славянске
В ночь с 20 на 21 апреля передовая группа, состоящая из бойцов «Правого сектора», на четырёх легковых автомобилях (пикапах) атаковала блок-пост сепаратистов в Славянске на дороге, ведущей на гору Карачун. В ходе боя три сепаратиста были убиты; нападавшие, потеряв два автомобиля и оставив одного убитого, отступили. Позже двое из них были захвачены в плен. После этого до мая активных боёв в районе Славянска не велось. 24 апреля украинские силовики блокировали Славянск со стороны Краматорска.
30 апреля Турчинов признал, что ситуация в Донецкой и Луганской областях не контролируется Украиной.
Подтянув силы, украинское командование потребовало от сепаратистов в Славянске сложить оружие, либо 2 мая начнётся штурм города армейскими частями. 2 мая украинские военные пошли на штурм, закончившийся неудачей. сепаратисты сбили три вертолёта противника, чем полностью его деморализовали. В результате украинские войска, захватив несколько блок-постов на окраине Славянска, так и не решились на штурм города и вернулись на исходные позиции. Единственным их успехом был захват горы Карачун. Бои продолжались до 5 мая.
29 мая во время очередного ожесточённого боя сепаратисты уничтожили десантный вертолёт Ми-8 с 14 военнослужащими на борту, включая генерала Сергея Кульчицкого. В тот же день диверсионная группа сепаратистов обстреляла колонну ВСУ неподалёку от города Изюм. В Славянске и Краматорске продолжились полномасштабные боевые действия с применением артиллерии и авиации, огневые позиции сепаратистов обстреливались с воздуха и из установок залпового огня «Град». Местные жители сообщали о многочисленных перестрелках и взрывах.

### Противостояние в Мариуполе
7 мая украинским батальонам Нацгвардии удалось освободить от сепаратистов здание горсовета Мариуполя. Силовики вытеснили сепаратистов из здания горсовета с применением газа, на крыше был водружён флаг Украины. Арсен Аваков заявил, что город находится под полным контролем правительственных сил. Однако, уже через несколько часов здание горсовета вернулось под контроль сепаратистов. По сообщению МВД Украины, 7 мая бойцы «народного сепаратистов Донбасса» в районе посёлка Мангуш обстреляли автобус батальона милиции специального назначения «Азов», который двигался из Мариуполя в сторону Бердянска, в бою погиб один из нападавших, раненые были с обеих сторон, двое из нападавших взяты в плен, в том числе министр обороны ДНР Игорь Хакимзянов.
9 мая, в День Победы, в Мариуполе произошёл бой сепаратистов с Нацгвардией и спецназом МВД «Азов». В ходе столкновений погибло 7 человек, 39 получили ранения. Несмотря на наличие у нацгвардейцев 9 бронемашин (БМП и БТР), сепаратистам удалось отразить нападение. В ходе столкновения одна бронемашина была уничтожена, ещё две захвачены сепаратистами.
В ночь на 16 мая неизвестные обстреляли украинский блокпост на одном из въездов в Мариуполь.
13 июня батальоны «Азов» и «Днепр-1» при поддержке украинских силовиков и бронетехники зачистили городской центр Мариуполя от сепаратистов ДНР. Наиболее ожесточённые бои развернулись возле местного штаба ДНР. К концу дня над административными зданиями Мариуполя подняты украинские флаги. Стало известно о занятии города украинской армией. По предварительным данным в результате операции убито не менее 5 бойцов ДНР, 40 арестовано. Имеются раненые среди украинских силовиков.

### Бой под Волновахой
22 мая украинские военные понесли крупные потери в живой силе, погибло 18 солдат. Столкновение произошло в стратегически важном пункте между Донецком и Мариуполем.

### Попытка захвата Донецкого аэропорта
В ночь с 25 на 26 мая вооружёнными сепаратистами была осуществлена попытка захвата Донецкого международного аэропорта. Целью ставился контроль над диспетчерской вышкой и взлётно-посадочной полосой, чтобы прекратить переброску по воздуху войск и грузов военного назначения. В операции, планированием и руководством которой занимался командир батальона «Восток» Александр Ходаковский, был задействован переданный в его подчинение сводный отряд российских и пророссийских сепаратистов, прибывший в Донецк из Ростовской области 25 мая.
В ходе операции отряд понёс серьёзные потери. Впервые за время конфликта в Донбассе украинская армия применила боевую авиацию — штурмовики Су-25 и вертолёты Ми-24, которые наносили удары по зданию нового терминала, занятому сепаратистами. Потеряв несколько человек убитыми и ранеными, отряд получил приказ идти на прорыв в сторону Донецка и погрузился в два «Камаза». Грузовики шли на полной скорости, при этом бойцы, находившиеся в кузовах, вели непрерывную беспорядочную стрельбу. При въезде в город они были обстреляны из гранатомётов и пулемётов сепаратистами, которые получили информацию о том, что на прорыв в Донецк со стороны аэропорта идут бойцы Национальной гвардии Украины. В результате силы ВСУ сохранили контроль над аэропортом, при этом сепаратисты потеряли более 50 человек убитыми. Сепаратисты, тем не менее, закрепились на подступах к аэропорту.

### Противостояние в Луганской области
Обострение ситуации произошло 22 мая, когда в районе населённых пунктов Рубежное и Лисичанск произошёл бой между украинскими солдатами и бойцами Армии Юго-Востока. В российских и украинских СМИ со ссылкой на сепаратистов ЛНР сообщали, что после того, как группа украинских военнослужащих сдалась и перешла на сторону сепаратистов, бывшие сослуживцы открыли по ним огонь. В тот же день сепаратисты пытались атаковать Сватово, но получили отпор от местного гарнизона. В дальнейшем вооружённые отряды ЛНР стремились установить контроль над пограничными переходами на российской границе: Краснодон, Дьяково и др.
25 мая произошла перестрелка между бойцами батальона Днепр и местными сепаратистами в посёлке Новоайдар. По крайней мере один человек погиб.
28 мая украинские военные продолжили артобстрел позиций сепаратистов в районе города Рубежное. В этот же день сепаратисты захватили часть нацгвардии (№ 3035) в Луганске. В тот же день сепаратисты штурмовали воинскую часть в Александровске.